# آرتمیس فاول: هفتمین دورف
آرتمیس فاول: هفتمین دورف داستان کوتاهی از مجموعه کتاب‌های آرتمیس فاولنوشته اوئن کالفر است. این کتاب اولین بار به عنوان یک کتاب مستقل برای روز جهانی کتاب در سال ۲۰۰۴ منتشر شد و قیمت آن در بریتانیا ۱ پوند، در اروپا ۱ یورو یا قابل تعویض با یک توکن روز جهانی کتاب بود. همچنین به‌عنوان یکی از داستان‌های کوتاه در فایل‌های آرتمیس فاول در کنار LEPrecon منتشر شد. در گاه‌شماری مجموعه، هفتمین دورف بین آرتمیس فاول و گروگانگیری و آرتمیس فاول و ماجرای شمال اتفاق می‌افتد. عنوان اشاره به افسانه سفید برفی و هفت کوتوله و کوتوله سوم دارد.

## داستان
آرتمیس فاول، دورف، مالچ دیگامز را با اغوا به شهر نیویورک می‌برد و سپس او را به ایرلند بازمی‌گرداند تا تاج گران‌قیمت Fei Fei را که حاوی الماس آبی بی‌نظیری است، بدزدد. آرتمیس ادعا می‌کند که قصد دارد از آن برای لیزر استفاده کند، با این حال گروهی متشکل از شش دورف به رهبری سرگئی قبلاً تاج را دزدیده‌اند و قصد دارند آن را در یک سیرک به چندین خریدار جواهرات دزدی اروپایی بفروشند. وقتی دورف‌ها در سیرک اجرا می‌کنند، مالچ مخفیانه وارد زیرزمین می‌شود و تاج را می‌برد و رهبرشان سرگئی را نیز ناک اوت می‌کند.
کاپیتان LEP هالی شورت در استراحتگاهی مجلل متعلق به مردم در حالی که منتظر است شورا نام او را پس از حادثه در ملک اربابی فول پاک کند، درحال استراحت است. با این حال، فلی با او تماس می‌گیرد و می‌گوید که باید هواپیمای آرتمیس را تعقیب کند. هالی تیارای تقلبی را می‌گیرد و می‌خواهد خاطرات آرتمیس را پاک کند. با این حال آرتمیس اشاره می‌کند که او صرفاً مرتکب یک جنایت انسانی شده و هیچ کاری برای افشای آنها انجام نداده‌است. خوشبختانه هالی از دخالت مالچ اطلاعی ندارد، بنابراین این مورد پذیرفته شد. در نهایت، مشخص شد که آرتمیس الماس را دزدیده‌است زیرا رنگ آن او را به یاد چشمان پدرش می‌اندازد. او الماس را به مادرش هدیه می‌دهد و به او قول می‌دهد که پدرش را پیدا کند.